# Joseph Staline (char)
 (août 2023).
Si vous disposez d'ouvrages ou d'articles de référence ou si vous connaissez des sites web de qualité traitant du thème abordé ici, merci de compléter l'article en donnant les références utiles à sa vérifiabilité et en les liant à la section « Notes et références ».
Pour les articles homonymes, voir Staline (homonymie).
Les Joseph Staline sont une série de chars d'assaut lourds soviétiques de la Seconde Guerre mondiale et de la Guerre froide. Ils sont connus sous les initiales IS ou JS en Occident, « J » étant l'initiale de « Joseph ».
Les premiers exemplaires de ces chars entrèrent en production en 1943. Ils continuèrent à être produits et restèrent en service jusqu'à la fin de la guerre et durant l'après-guerre. L'objectif de ces chars étaient de remplacer la série des KV qui représentait jusqu'alors les chars lourds en Union soviétique.
Cette plateforme IS permit aussi de développer des canons automoteurs tels que l'ISU-152 ou bien ISU-122.

## Modèles

### KV-85, IS-1 et IS-2 (JS-1 et JS-2)

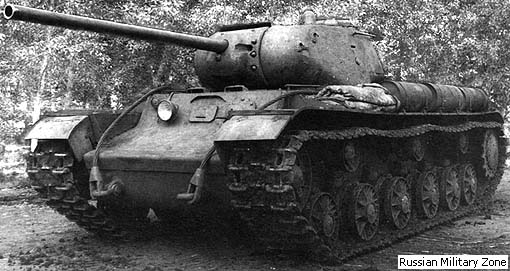
KV-85

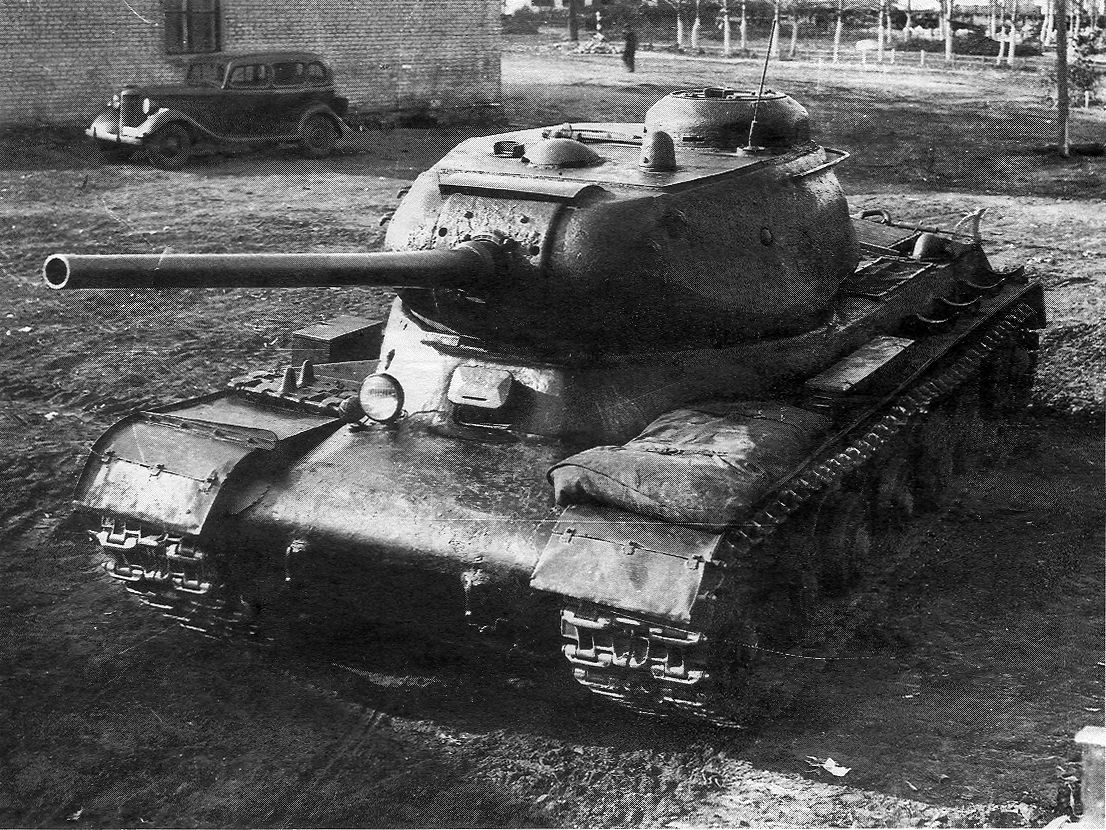
IS (prototype)

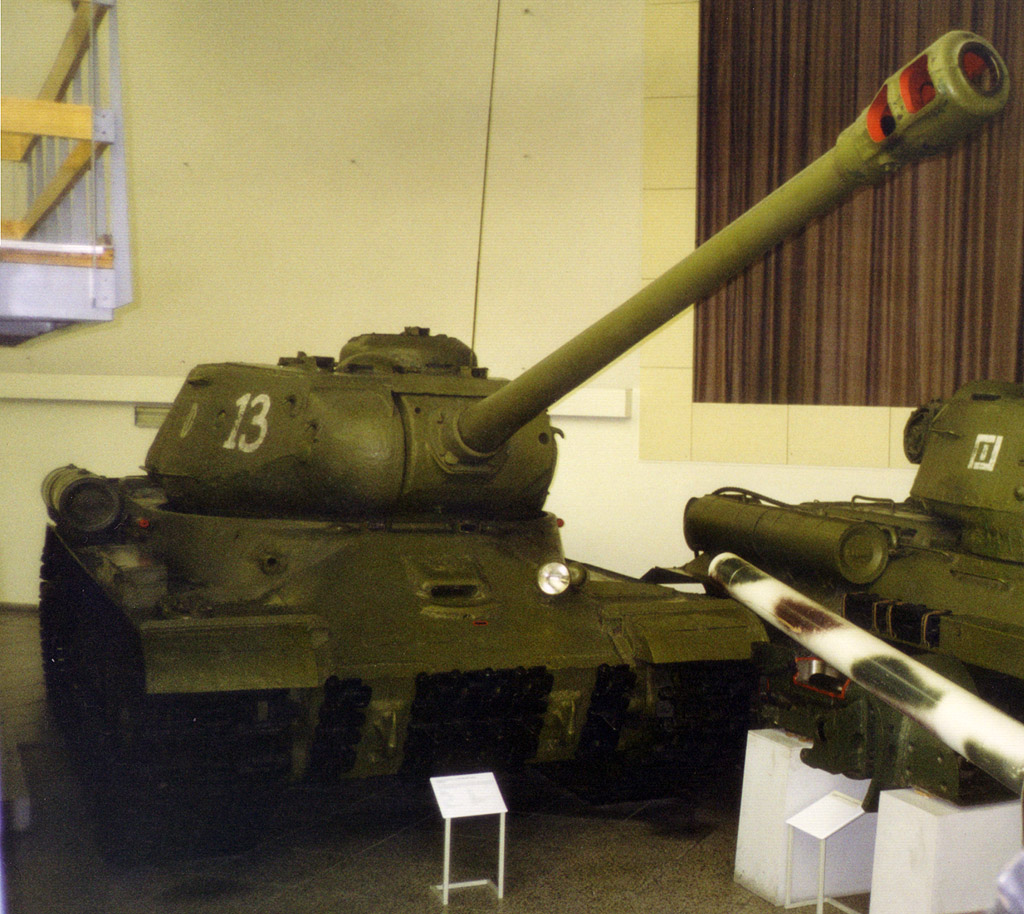
IS-2 mod. 44

Afin de contrer les chars lourds allemands Tigre et Panther, les ingénieurs soviétiques se penchèrent sur la conception d'un nouveau char de combat, devant allier fort blindage, bonne puissance de feu, fiabilité, vitesse élevée et bonne mobilité. Le résultat de ces recherches fut l'IS-1, la caisse, très semblable extérieurement au char KV-1S, avec de meilleures performances, une plus grande fiabilité mécanique ainsi qu'un meilleur blindage (100-120 mm d'épaisseur pour l'avant du châssis, contre 75 mm pour le KV-1S). La tourelle est par contre totalement nouvelle (100 mm de blindage en frontal, contre 82 mm pour le KV-1S) armée d'un canon de 85 mm D-5T et de deux mitrailleuses DT de 7,62 mm. La mise au point et la production de cette nouvelle tourelle ayant été plus rapide que celle du nouveau châssis, elle fut montée sur un châssis de char KV-1s, ce qui donna naissance au KV-85 (aussi appelé IS-85).
Le nouveau châssis enfin disponible, coiffé de cette nouvelle tourelle, est nommé IS-1 (pour Iosef Stalin). Environ 107 engins seront produits et utilisés sur le front, mais les premiers retours d'expériences sont mauvais : le blindage n'est pas assez épais et mal conçu, et le canon de 85 mm manque de puissance. 
La réactivité des ingénieurs soviétiques de l'époque ne peut être niée, même si les résultats obtenus s'appuient sur plusieurs années de recherches : en peu de temps, ils revoient entièrement le châssis du IS-1, dont le blindage de châssis frontal passe à 120 mm et à 160 mm pour la tourelle. Le canon de 85 mm est remplacé par le tout nouveau 122 mm A-19. Ce nouveau modèle fut nommé IS-2 et il supplanta rapidement les IS-1 et KV-85. 
Enfin, le 122 mm A-19 fut remplacé par le canon/obusier 122 D-25T, doté d'un nouveau frein de bouche et équipé d'un système de chargement semi-automatique. Cette troisième mouture est nommée IS-2 modèle 1944. Après guerre, une mitrailleuse DShK de 12,7 mm prend place sur la tourelle, et plusieurs autres modernisations apportées à l'engin donnent le IS-2M. 3 475 IS-2, IS-2 modèle 1944 et IS-2M sortiront des chaînes de montage, pendant et après la Seconde Guerre mondiale. 
Le IS-3, successeur du char IS-2 et de ses dérivés, apparaîtra en unité courant avril 1945 mais ne combattra pas en Europe du fait de la capitulation de l'Allemagne, et s'il fut ensuite envoyé en Extrême-Orient, la capitulation de l'empire nippon intervint avant son engagement au feu.

### IS-3 ou JS-3

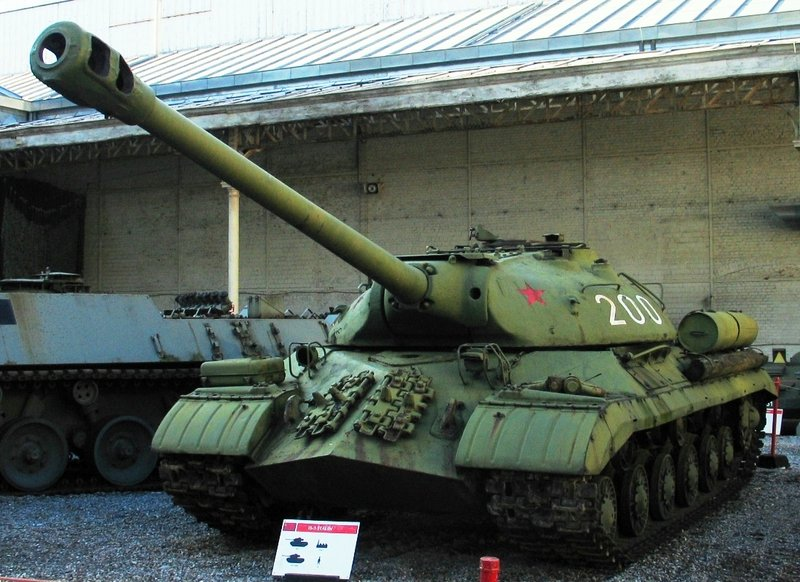
IS-3.

Le IS-3 (canon de 122 mm D-25T) inaugure une architecture nouvelle, avec une tourelle en forme de bol renversé et l'avant du châssis en forme de nez de brochet. En fait, tout le blindage de ce char fut étudié pour qu'un obus ennemi ne puisse jamais percuter perpendiculairement une plaque de son blindage, celui-ci présentant toujours un angle favorisant les ricochets.
Lorsqu'il fut utilisé par les Égyptiens lors de la guerre des Six Jours en 1967, les Israéliens découvrirent vite que si le blindage du IS-3 était très difficile à percer, plusieurs coups assénés sur le « nez de brochet » provoquaient la rupture des soudures, l'avant du char s'éventrant alors littéralement.

### Modèles d'après guerre

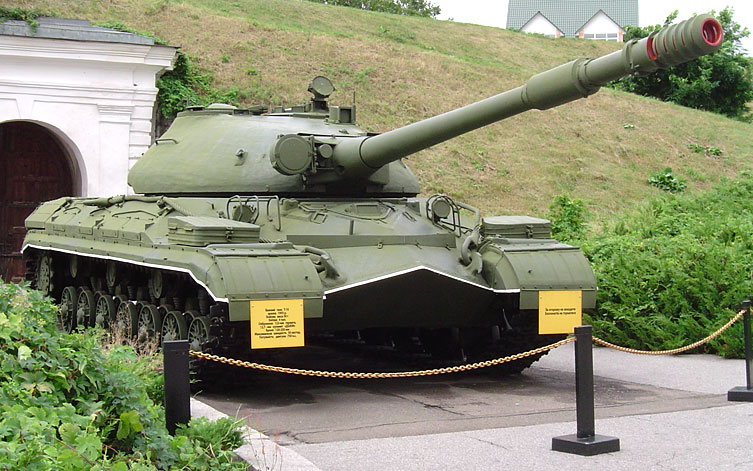
T-10.

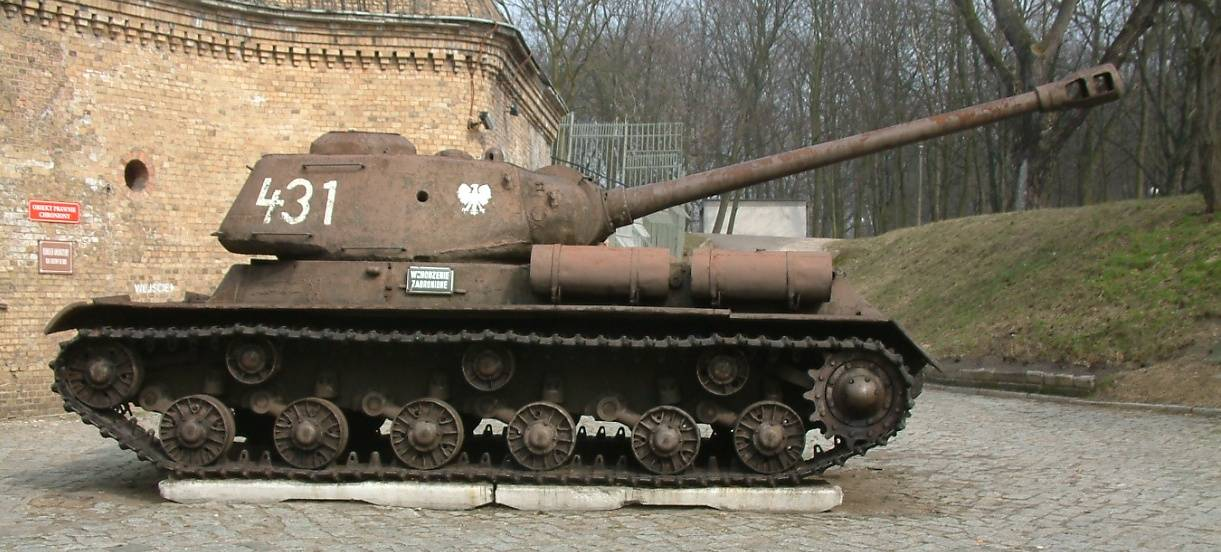
IS-2M

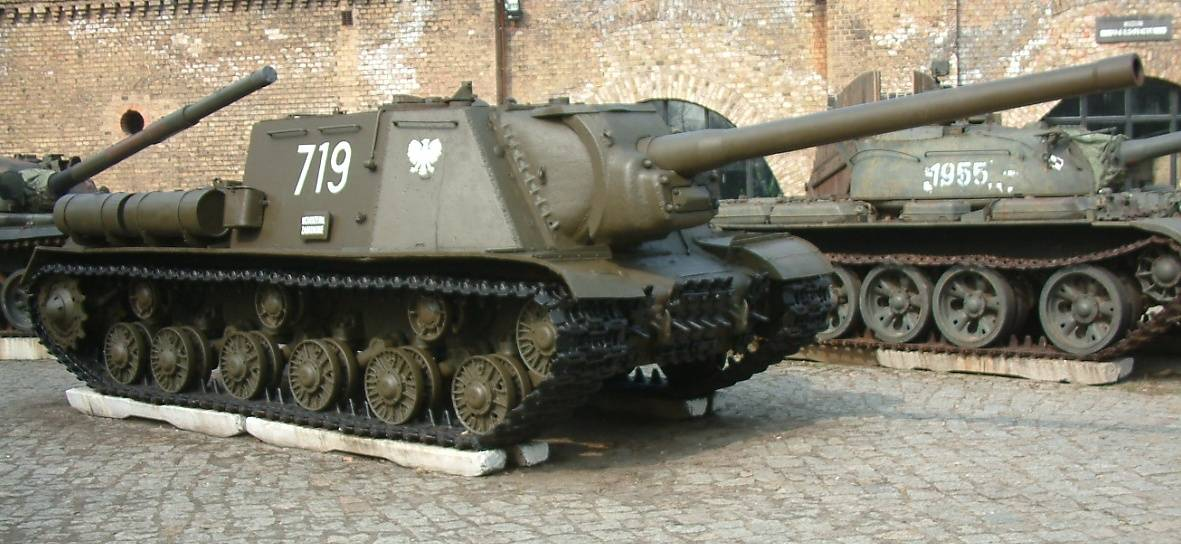
ISU-122

Parallèlement fut développé le IS-4 qui, malgré de gros problèmes de fiabilité, fut produit à 250 exemplaires à la fin des années 1940, Le IS-6 avec une transmission électromécanique et le puissant IS-7, armé d'un canon de 130 mm à chargement automatique, capable d'encaisser des tirs de 128 mm (cependant, sa masse équivalente au Tigre II fit écarter sa mise en production).
En 1948, fut lancé un nouveau projet, l'objet 730 ou IS-8 dont 10 exemplaires furent produits, amélioré en IS-9 puis T-10A (les lettres JS, signifiant Joseph Staline, disparaissant avec la mort de celui-ci) qui fut enfin lancé en production de série en 1956. En 1957, ce fut le T-10B et finalement T-10M peu de temps après, la production de ce dernier modèle stoppa en 1966.

## Engagements

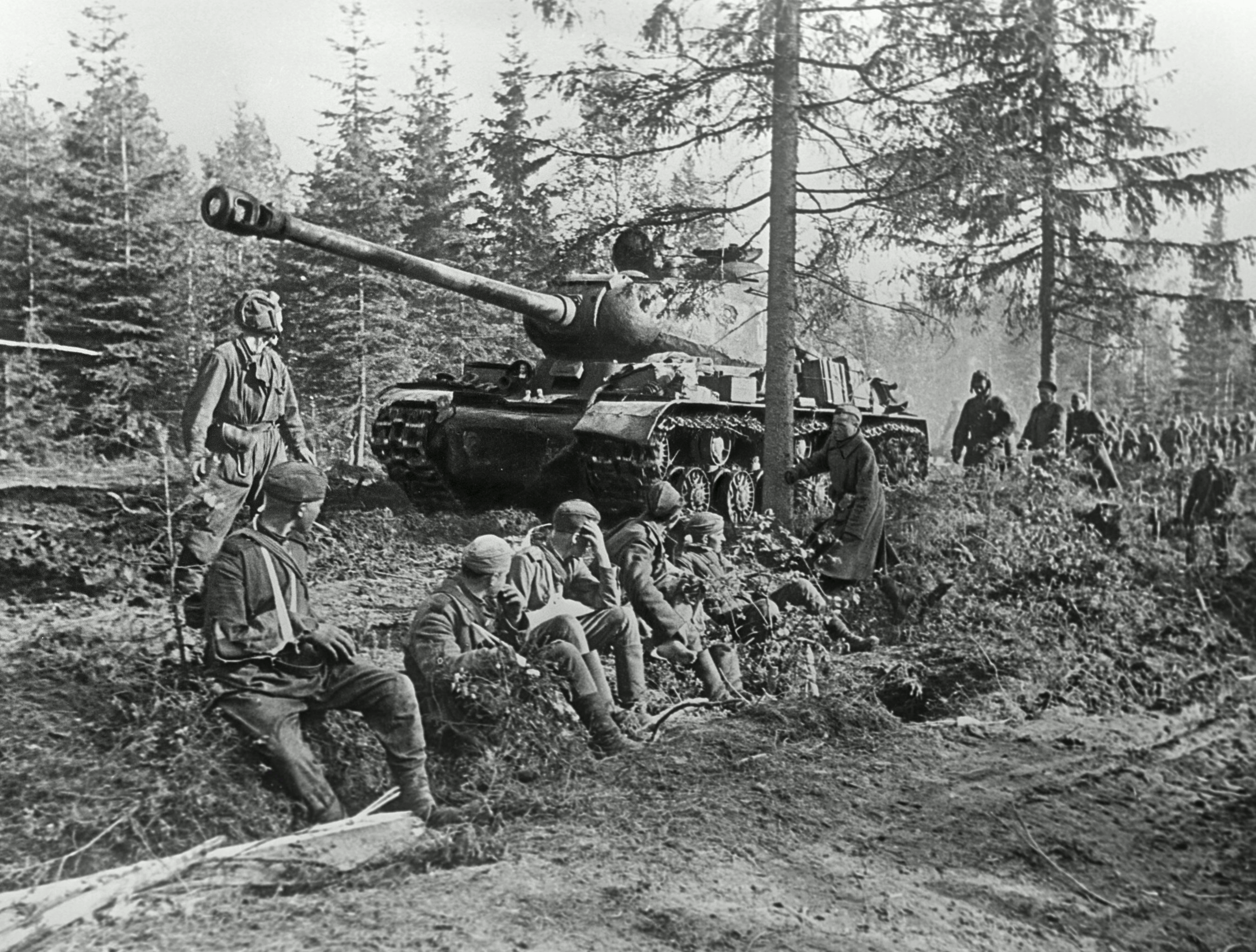
IS-2 lors de l'Offensive Vyborg-Petrozavodsk en Carélie

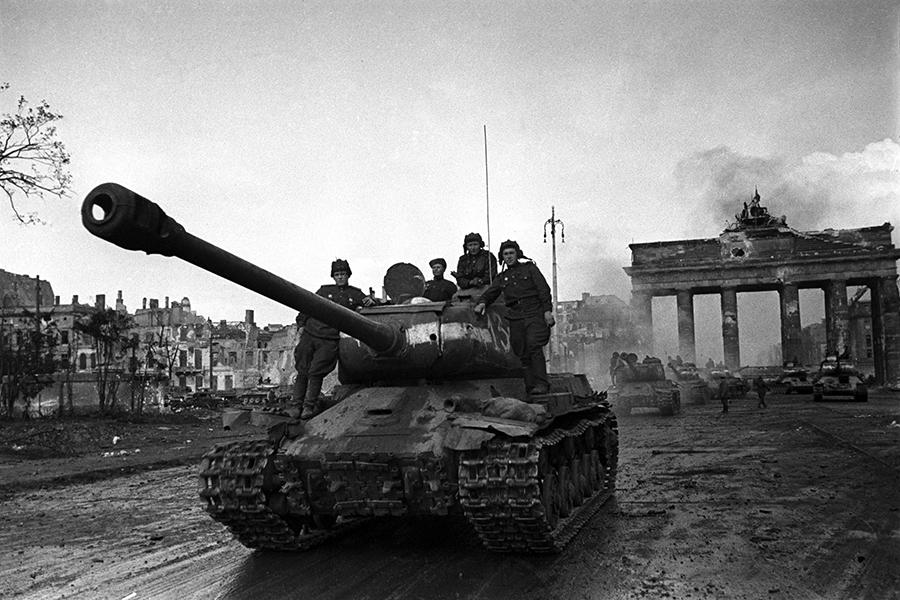
IS-2 en mai 1945 à la Porte de Brandebourg, Berlin

Les KV-85 furent produits à 148 exemplaires et utilisés à partir de l'automne 1943 durant la Bataille du Dniepr en Ukraine. Les IS-1 furent produits à 107 exemplaires et connurent leur baptême du feu en février 1944 lors de la bataille de Khorsun et les IS-2 en avril 1944 lors de l'offensive de printemps en Ukraine. La date du premier engagement du IS-2 modèle 1944 est incertaine. Pour se faire une idée de la tenue au combat des IS-1 et KV-85, il faut savoir que si leurs canons D-5T de 85 mm étaient capables de percer le blindage frontal d'un char Panther à 1 000 mètres avec obus BR-365P sous-calibré à pointe en tungstène, vitesse initiale de 1 050 m/s, 138 mm de blindage percé sous incidence de 90° à 500 mètres, 110 mm de blindage à 1 000 mètres, le canon KwK 42 du char allemand était susceptible de détruire un de ces monstres soviétiques à la même distance 111 mm sous une incidence de 30° à 1 000 mètres avec un obus Panzergranate 39/42. La différence se faisait ailleurs, au niveau des systèmes de visée : les optiques de tirs TSh-15 des chars russes étaient très inférieures aux optiques SflZF1 des chars allemands. La possibilité de toucher une cible dès le premier tir pour les tankistes russes était nulle au-delà de 800 mètres, elle était de 81 % à 1 200 mètres pour les tankistes allemands. Pour faire court, les chances de vaincre pour un KV-85 ou un IS-1 sont bonnes face à un Panzer IV ausf H, difficiles face à un Panther, quasi nulles en cas de rencontre avec un Tiger II, à moins de pouvoir l'approcher de très près.
Pour ce qui est des IS-2 et dérivés, sa carapace frontale est de 160 mm pour la tourelle, 120 mm pour le châssis, 90 mm en latéral tourelle et châssis. Il se trouve à l'abri des tirs de face au-delà de 800 mètres d'un canon de 75 mm KwK 42, et à plus de 1 200 mètres face à un 88 mm PaK 43 tirant des Panzergranate 39/43 à vitesse initiale de 1 000 m/s, susceptibles de percer 165 mm de blindage à 1 000 mètres sous incidence de 30°.
En ce qui concerne le canon D-25T L/43 du IS-2 modèle 1944, sa cadence de tir est très faible, 1,5 à 2 coups par minute, et son projectile antichar BR-471B de 24,9 kg avec une vitesse initiale de 792 m/s et 131 mm de blindage perforé sous incidence de 30° à 1 000 mètres, est très inférieur au 8,8 cm KwK 43 L/71 des Tiger II. Cependant, la dangerosité du canon russe réside dans le poids des obus utilisés, qui fait qu'un seul de ces projectiles, antichar ou même seulement explosif, assomme littéralement l'équipage du char ennemi touché : la puissance d'arrêt du 122 mm lui assure de mettre hors d'état de nuire n'importe quel char, sans forcément venir à bout de sa cuirasse. Le témoignage du lieutenant Klimenko cité par le magazine TNT no 28 de novembre 2011 semble plausible : « Durant la Grande guerre patriotique, j'ai détruit plusieurs Tiger II. Il fallait les frapper à de nombreuses reprises pour obtenir leur démolition, mais le premier coup au but parvenait généralement à neutraliser l'ennemi qui ne répliquait plus, nous laissant le soin de le finir. » Et si au cours des derniers jours de novembre 1943, l'équipe de conception d'artillerie de l'ingénieur Fyodor Petrov essaya le canon d'artillerie D-25 T contre un char allemand Panther capturé à une distance de 1 500 m, le projectile perçant la plaque frontale du châssis, traversa le bloc moteur et pénétra finalement aussi la plaque arrière, cela ne signifie en fait rien, le métal utilisé par les Allemands pour le blindage de leurs blindés devenant de plus en plus mauvais la guerre s'éternisant. Ce qui ne fut pas bénéfique aux équipages de ces mêmes véhicules.
Une formation de combat elochka à quatre chars vit le jour pour le combat de rue, deux paires se succédant et se couvrant mutuellement, le tout était protégé par des fantassins qui embarquaient directement sur les chars, les tankodesantniki ou dragons de chars, censés prévenir toute attaque d'infanterie ennemie équipée de Panzerfaust, réel danger pour les IS-2 et tout autre char allié. 
Après guerre, les IS-2 et dérivés furent employés en Corée. Ils connurent par ailleurs un très long service dans l'Armée rouge, puisqu'ils ne furent retirés du service actif qu'en 1995, étant tout de même placés en réserve générale depuis longtemps. Cependant, il semble que certains furent employés lors de l'annexion de la Crimée par la Russie en 2014.

## Variantes
- IS-1K premier prototype du char IS-1, fabriqué en deux exemplaires en 1942. Tourelle du char expérimental KV-9, qui n'a pas été produit en série.
- KV-85 tourelle de IS-1 sur châssis de char KV-1S, 130 exemplaires construits (1943).
- IS-1 ou IS-85 châssis du char KV-13 armé du canon de 85 mm D-5 (1943).
- IS-100 prototype de char IS-1 armé du canon de 100 mm BS-3 (décembre 1943).
- IS-2 ou IS-122 châssis du char KV-13 armé du canon de 122 mm A-19.
- IS-2 modèle 1944 armé du canon de 122 mm D-25T L/43.
- IS-2M modernisation du IS-2 d'après-guerre (1950).
- ISU-152 automoteur armé d'un obusier ML-20S de 152 mm.
- ISU-122 automoteur armé d'un canon A-19 de 122 mm.
- ISU-122S automoteur armé d'un canon D-25S de 122 mm.
- ISU-130 automoteur armé d'un canon S-26 de 130 mm.
- IS-3 IS-2 avec nouveau châssis, nouvelle tourelle offrant une meilleure protection, 350 exemplaires produits en 1945.
- IS-3M modernisation du IS-3.
- IS-4 250 exemplaires produit de 1947 à 1949, capacité en munition augmentée.
- IS-5 aucun produit, maquettes en bois.
- IS-6 prototype avec une boîte de vitesses électromécanique.
- IS-7 6 ou 8 prototypes de 1946 armés par des 130 mm avec chargeur automatique.
- IS-8 10 prototypes
- IS-9
- IS-10 ou T-10 version armée par un 122 mm D-25TA stabilisé.
- T-10A
- T-10B
- T-10M version de 1957 armée par le nouveau canon de 122 mm M-62-T2.

## Caractéristiques techniques

### IS-1

#### Générales
| Masse (tonnes) | longueur × largeur × hauteur (mètres) | garde au sol (mètres) | pression au sol (kg/cm2) | puissance massique (ch/tonne) |
| 44             | 8,3 × 3,1 × 2,7                       | 0,46                  | 0,78                     | 13,6                          |

#### Protection
épaiseur en mm / inclinaison par rapport à l'horizontale en °
|         | caisse | superstructure | tourelle |
| avant   | 100/60 | 120/60         | 100/rond |
| côtés   | 90/90  | 90/75          | 100/72   |
| arrière | 60/49  | 60/41          | 100/60   |

#### Armement
| Arme               | calibre en mm | munitions embarquées | emplacement(s)                             | débattement vertical en ° | débattement horizontal en ° |
| canon D-5T85       | 85            | 59                   | tourelle                                   | -4 à +23                  | 360                         |
| 3 mitrailleuses DT | 7,62          | 2520                 | coaxiale, arrière de la tourelle et glacis | nc                        | nc                          |

#### Propulsion
| désignation | Type cylindrée en l | puissance en ch    | rapports de boîte | réservoir en litres | Consommation en l pour 100 km |
| V2-IS       | V12 diesel 38,7     | 600 à 2 000 tr/min | 4 avant 1 arrière | 520 +360 (externes) | 330                           |

#### Performances
| Vitesse (km/h)               | autonomie (km)                             | Pente (degrés) | obstacle vertical (mètres) | coupure franche (mètres) | gué (mètres) |
| 37 (route) 19 (tout terrain) | 150 (route) 260 (avec réservoirs externes) | 36             | 1                          | 2,5                      | 1,3          |

#### Équipement
| radio       | optique de visée | rotation de la tourelle | équipage                                                    |
| 10R ou 10RK | 10T-15, PT-4-15  | électrique 360° en 10 s | 4 hommes : tireur/chef de char, chargeur, conducteur, radio |

### IS-2

#### Générales
| Masse (tonnes) | longueur × largeur × hauteur (mètres) | garde au sol (mètres) | pression au sol (kg/cm2) | puissance massique (ch/tonne) |
| 46             | 9,8 × 3,1 × 2,7                       | 0,46                  | 0,81                     | 13                            |

#### Protection
épaiseur en mm / inclinaison par rapport à l'horizontale en °
|         | caisse | superstructure | tourelle |
| avant   | 120/60 | 120/60         | 160/rond |
| côtés   | 90/90  | 90/75          | 90/72    |
| arrière | 60/49  | 60/41          | 90/60    |

#### Armement
| Arme                | calibre en mm | munitions embarquées | emplacement(s)                   | débattement vertical en ° | débattement horizontal en ° |
| canon D-25T         | 122           | 28                   | tourelle                         | -3 à +20                  | 360                         |
| 2 mitrailleuses DT  | 7,62          | 2330                 | coaxiale, arrière de la tourelle | nc                        | nc                          |
| 1 mitrailleuse DShk | 12,7          | 945                  | anti-aérienne                    | nc                        | nc                          |

#### Propulsion
| désignation | Type cylindrée en l | puissance en ch    | rapports de boîte | réservoir en litres | Consommation en l pour 100 km |
| V2-IS       | V12 diesel 38,7     | 600 à 2 000 tr/min | 4 avant 1 arrière | 520 +360 (externes) | 340                           |

#### Performances
| Vitesse (km/h)               | autonomie (km)                             | Pente (degrés) | obstacle vertical (mètres) | coupure franche (mètres) | gué (mètres) |
| 37 (route) 19 (tout terrain) | 150 (route) 230 (avec réservoirs externes) | 36             | 1                          | 2,5                      | 1,3          |

#### Équipement
| radio | optique de visée | rotation de la tourelle | équipage                                                    |
| 10RK  | TSh-17, POP      | électrique 360° en 10 s | 4 hommes : tireur/chef de char, chargeur, conducteur, radio |

### IS-3

#### Générales
| Masse (tonnes) | longueur × largeur × hauteur (mètres) | garde au sol (mètres) | pression au sol (kg/cm2) | puissance massique (ch/tonne) |
| 46,5           | 10 × 3,2 × 2,45                       | 0,45                  | 0,82                     | 11                            |

#### Protection
épaiseur en mm / inclinaison par rapport à l'horizontale en °
|         | caisse | superstructure | tourelle |
| avant   | 120/47 | 120/32         | 160/rond |
| côtés   | 90/90  | 90/30          | 120/40   |
| arrière | 60/49  | 60/42          | 110/50   |

#### Armement
| Arme                    | calibre en mm | munitions embarquées | emplacement(s) | débattement vertical en ° | débattement horizontal en ° |
| canon D-25T             | 122           | 28                   | tourelle       | -3 à +20                  | 360                         |
| 1 ou 2 mitrailleuses DT | 7,62          | 1000                 | coaxiale       | nc                        | nc                          |
| 1 mitrailleuse DShk     | 12,7          | 945                  | anti-aérienne  | nc                        | nc                          |

#### Propulsion
| désignation | Type cylindrée en l | puissance en ch    | rapports de boîte | réservoir en litres | Consommation en l pour 100 km |
| V2-IS       | V12 diesel 38,7     | 600 à 2 000 tr/min | 4 avant 1 arrière | 520 +360 (externes) | 350                           |

#### Performances
| Vitesse (km/h)               | autonomie (km)                             | Pente (degrés) | obstacle vertical (mètres) | coupure franche (mètres) | gué (mètres) |
| 37 (route) 19 (tout terrain) | 150 (route) 225 (avec réservoirs externes) | 36             | 1                          | 2,5                      | 1,3          |

#### Équipement
| radio | optique de visée | rotation de la tourelle | équipage                                                    |
| 10RK  | TSh-17, POP      | électrique 360° en 10 s | 4 hommes : tireur/chef de char, chargeur, conducteur, radio |